# Шавит, Нир
Нир Шавит (англ. Nir Shavit, ивр.  ניר שביט‎, род. 18 октября 1959) — израильский учёный в области информатики. Профессор факультета информатики в Тель-Авивском университете и профессор электротехники и информатики в Массачусетском технологическом институте.

## Награды
- 2004 Премия Гёделя[3]
- 2012 Премия Дейкстры[4] за работу «Transactional Memory: Architectural Support for Lock-Free Data Structures»[5]
- 2013 действительный член Ассоциации вычислительной техники[6]

## Книги
- Maurice Herlihy, Nir Shavit. The Art of Multiprocessor Programming (англ.). — Morgan Kaufmann, 2011. — 528 p. — ISBN 7111247353.
- Maurice Herlihy, Nir Shavit. The Art of Multiprocessor Programming, Revised Reprint (англ.). — Morgan Kaufmann, 2012. — 536 p. — ISBN 0123973376.